# Time Division Duplex
TDD (ang. Time Division Duplex) – sposób zorganizowania dostępu do sieci radiowej, polegający na wykorzystaniu w danej komórce (ang. cell) zakresu częstotliwości, w którym transmisja danych przeprowadzana jest w obie strony pomiędzy stacją bazową i terminalami. Czas, w którym przeprowadzane są transmisje, dzieli się na tzw. szczeliny czasowe (ang. time slots). W poszczególnych szczelinach czasowych transmisja przeprowadzana jest w tylko jedną ze stron - do stacji bazowej lub w kierunku terminali. 
Termin ten używany jest między innymi w specyfikacjach 3GPP w kontekście trybu dostępu do sieci radiowej (ang. Radio Access Mode) w systemach UMTS i LTE. Innym trybem dostępu do tych sieci jest FDD. Często, aby uniknąć niejednoznaczności związanej z rodzajem standardu wykorzystanego do zapewnienia dostępu do sieci radiowej, używa się określeń UTRAN TDD dla systemów UMTS oraz eUTRAN TDD dla systemów LTE. Sieci UMTS pracujące w trybie TDD używają technologii TD-CDMA lub TD-SCDMA.